# Baqqallı
Baqqallı är en ort i Azerbajdzjan.   Den ligger i distriktet Tovuz Rayonu, i den västra delen av landet, 400 kilometer väster om huvudstaden Baku. Baqqallı ligger 1 655 meter över havet och antalet invånare är 467.
Terrängen runt Baqqallı är kuperad åt nordväst, men åt sydost är den bergig. Närmaste större samhälle är Çatax, 4,8 kilometer väster om Baqqallı.
I omgivningarna runt Baqqallı växer i huvudsak blandskog. Runt Baqqallı är det ganska tätbefolkat, med 78 invånare per kvadratkilometer.